# Плоска міль пастернакова
Плоска міль пастернакова, міль борщівникова (Depressaria radiella) — вид лускокрилих комах родини плоских молей (Depressariidae).

## Поширення
Вид поширений в Європі. Присутній у фауні України. Завезений до Північної Америки.

## Опис

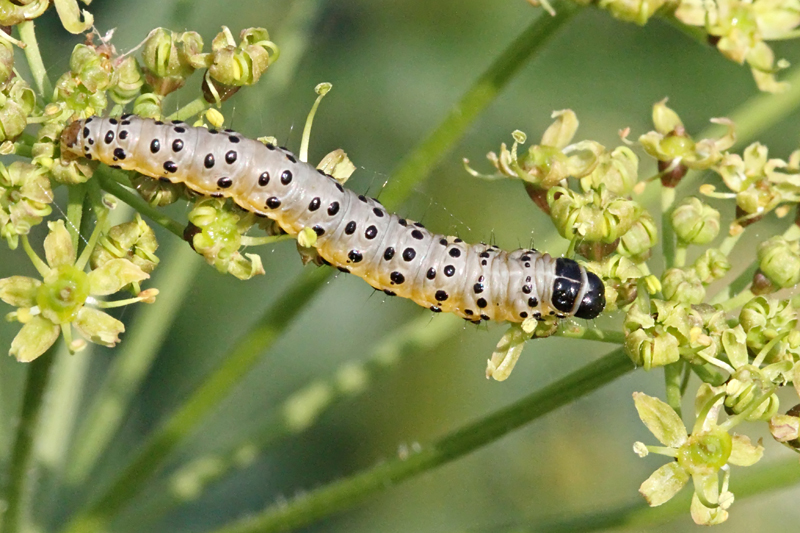
Личинка

Розмах крил становить 19-27 мм.

## Спосіб життя
Імаго літають з серпня і, після перезимівлі у захищеному місці, до травня наступного року. Є одне покоління на рік. Личинки харчуються на борщівнику європейському, пастернаку посівному та селері вузькоцвітій. Вони живляться квітами і насінням, захищаючи свою територію, укладаючи парасольку в шовк. Личинки безпечно метаболізують проковтнуті фурокумарини. Заляльковування відбувається в головному стеблі харчової рослини.